# Grabina (województwo świętokrzyskie)
Grabina – wieś w Polsce położona w województwie świętokrzyskim, w powiecie sandomierskim, w gminie Klimontów.
W latach 1975–1998 miejscowość administracyjnie należała do województwa tarnobrzeskiego. W XIX wieku część dóbr Zakrzów (pod nazwą Wola Zakrzewska alias Grabina).
```
W 1888 folwark Grabina, grunty orne i ogrody mórg 256, łąk mórg 8, pastwisk mórg 4, nieużytki mórg 5, budynków drewnianych 7, w okolicy pokłady kamienia piaskowego, we wsi wiatrak.
```

## Historia
W początkach XX w. Grabina wieś w gminie  Klimontów.
Według spisu z 1921 roku  domów było 14, mieszkańców 90.
W maju 1915 roku pod wsią doszło do potyczki między szwadronem legionistów pod dowództwem płk. Mietzla a wojskami rosyjskimi.
Ze wsi pochodziła Ksawera Barańska.